# Панов Михайло Федорович
Миха́йло Фе́дорович Пано́в (рос. Панов Михаил Фёдорович; 21 листопада 1901 — 8 травня 1979) — радянський військовик часів Другої Світової війни, гвардії генерал-лейтенант танкових військ (19.04.1945). Герой Радянського Союзу (29.05.1945).

## Біографія
Народився 21 листопада 1901 року в селі Овчинниково Невельського повіту Вітебської губернії Російської імперії (тепер Невельський район Псковської області) в селянській родині. Росіянин. Член РКП(б) з 1919 року.
Після закінчення сільської школи працював на Обухівському заводі в Петрограді, згодом — комірником Колпінської сільради.
В лавах РСЧА з травня 1919 року. Учасник громадянської війни в Росії. Як червоноармієць 1-го зведеного комуністичного полку Західного фронту брав участь в боях проти білогвардійських військ генерала М. Юденича на петроградському напрямку. З січня 1920 року — політбоєць інженерного батальйону 55-ї стрілецької дивізії трудової армії.
У 1921 році закінчив Петроградські радянські військово-технічні курси. З лютого по вересень 1921 року — завідувач експедицією Петроградських окружних військово-технічних майстерень, по цьому — помічник політичного інспектора Сергіївського полігону в Лузі.
У 1924 році закінчив військово-броньову командну школу. З вересня 1924 року — командир танка, командир танкового взводу, командир роти важких танків Окремого танкового полку.
У 1929 році закінчив стрілецько-тактичні курси удосконалення командного складу РСЧА «Постріл» імені Комінтерну. З листопада 1929 року — командир танкової роти, начальник полкової школи 2-го танкового полку. З січня 1931 року — командир танкової роти 1-го танкового полку в Білоруському ВО. З травня 1932 року — командир навчального батальйону 80-го полку 5-ї механізованої бригади. З грудня 1932 по грудень 1933 року — начальник технічної частини та помічник командира 5-ї механізованої бригади.
У 1938 році закінчив Військову академію моторизації і механізації РСЧА імені Й. В. Сталіна. З листопада 1938 року — командир 48-ї окремої механізованої бригади (м. Ворошилов-Усурійський).
З березня 1941 року — командир 33-ї танкової дивізії 11-го механізованого корпусу Західного ОВО.
Учасник німецько-радянської війни з червня 1941 року. Танкова дивізія під командуванням полковника М. Ф. Панова вела важкі оборонні бої в Білорусі. У липні 1941 року потрапив у оточення, з якого вийшов у вересні 1941 року.
З жовтня 1941 року — помічник генерал-інспектора Головного автобронетанкового управління РСЧА. Восени 1941 року, перебуваючи у військах Західного фронту, брав участь в обороні Москви.
З листопада 1942 року — командувач бронетанковими і механізованими військами 2-ї гвардійської армії Сталінградського фронту, учасник Сталінградської битви.
З квітня 1943 року й до кінця війни — командир 1-го гвардійського танкового корпусу.
7 червня 1943 року присвоєно військове звання «генерал-майор танкових військ».
У складі 63-ї, 3-ї, 48-ї, 65-ї, 50-ї, 2-ї танкової, 70-ї та 49-ї армій на Брянському, Білоруському, 1-му та 2-му Білоруських фронтах дивізії корпуса брали участь в Курській битві, Гомельсько-Речицькій, Рогачівсько-Жлобинській, Білоруській, Східно-Пруській, Східно-Померанській та Берлінській операціях.
З липня 1945 року — командир 1-ї танкової дивізії, з червня 1946 року — командир 4-ї гвардійської танкової дивізії.
З березня 1949 по вересень 1951 року — командувач 5-ю механізованою армією.
У 1952 році закінчив Вищі академічні курси при Вищій військовій академії імені К. Є. Ворошилова.
З січня 1953 року — командувач бронетанковими і механізованими військами Ленінградського ВО.
З грудня 1953 року — командир 50-го гвардійського стрілецького корпусу.
З жовтня 1954 року — командувач 7-ї механізованою армією (з травня 1957 року — 7-ма танкова армія).
З травня 1958 року — перший заступник командувача військами Північно-Кавказького ВО.
У травні 1960 року зарахований у розпорядження головнокомандувача сухопутними військами.
З грудня 1960 року — начальник інженерно-тактичного факультету, з липня 1961 року — начальник командного факультету Військової академії бронетанкових військ.
З лютого 1967 року генерал-лейтенант М. Ф. Панов — у відставці. Мешкав у Москві.
Помер 8 травня 1979 року. Похований на Кунцевському цвинтарі.

## Нагороди
Указом Президії Верховної Ради СРСР від 29 травня 1945 року за зразкове виконання бойових завдань командування на фронті боротьби з німецькими загарбниками й виявлені при цьому відвагу та героїзм, гвардії генерал-лейтенантові танкових військ Панову Михайлу Федоровичу присвоєне звання Героя Радянського Союзу з врученням ордена Леніна й медалі «Золота Зірка» (№ 7314).
Нагороджений двома орденами Леніна, чотирма орденами Червоного Прапора, орденом Суворова 1-го ступеня, двома орденами Суворова 2-го ступеня, орденом Кутузова 2-го ступеня та медалями.
Також нагороджений польським орденом «Хрест Грюнвальда».